# Griffonia
Griffonia je rod rostlin z čeledi bobovité. Jsou to dřevnaté liány s jednoduchými střídavými listy a málo nápadnými, pětičetnými květy. Plodem je nafouklý lusk obsahující zploštělá, okrouhlá semena. Rod zahrnuje 4 druhy a je rozšířen v tropické Africe. Významným druhem je Griffonia simplicifolia, pocházející z tropické západní Afriky. Ze semen této rostliny je získáván 5-hydroxytryptofan, látka používaná v různých lékařských preparátech k léčení onemocnění nervového původu.

## Popis
Zástupci rodu Griffonia jsou dřevnaté liány s jednoduchými, střídavými, řapíkatými listy. Na volném prostranství mohou růst i jako keře. Čepel listů je vejčitá až vejčitě eliptická, od báze trojžilná. Květy jsou pravidelné, oboupohlavné, uspořádané v bohatých hroznech skládajících laty. Kalich má krátkou trubku a je zakončen 5 široce trojúhelníkovitými laloky. Korunní lístky jsou si navzájem podobné, obkopinaté. Tyčinek je 10 a jsou volné. Semeník je dlouze stopkatý a obsahuje 1 nebo 2 vajíčka. Plodem je podlouhle eliptický, dlouze stopkatý, nafouklý lusk obsahující 1 nebo 2 okrouhlá, zploštělá semena.

## Rozšíření
Rod zahrnuje 4 druhy a je rozšířen výhradně v tropické Africe v zemích okolo Guinejského zálivu. Oblast rozšíření sahá od Libérie po Dem. rep. Kongo a Angolu. Centrum rozšíření je ve středozápadní tropické Africe, kde se vyskytují 3 druhy: Griffonia physocarpa, G. speciosa a G. tessmannii. Druh G. simplicifolia je svým výskytem omezen na tropickou západní Afriku od Libérie po Gabon.
Griffonia simplicifolia je v některých zemích západní Afriky (zejména v Ghaně, Pobřeží slonoviny a Togu) běžnou rostlinou. Roste na široké škále stanovišť, zejména na pobřežních pláních a v sekundárním tropickém deštném lese.

Strukturní vzorec 5-hydroxytryptofanu

## Obsahové látky a účinek
Semena i listy Griffonia simplicifolia obsahují 5-hydroxytryptofan (5-HTP). Tato látka je součástí přirozeného lidského metabolismu, vzniká z aminokyseliny tryptaminu a vytváří se z ní neurotransmiter serotonin, přenášející nervový signál mezi mozkovými buňkami. Užívání extraktů ze semen této rostliny zvyšuje hladinu serotoninu v mozku, což má příznivý vliv při různých onemocněních nervového původu. V listech je tato látka doprovázena malým množstvím serotoninu, dále jsou v nich obsaženy kumariny a silice. V semenech i listech jsou přítomny různé lektiny, které jsou rovněž farmakologicky studovány. Z kořenů byl izolován kyanogenní glykosid lithospermosid (griffonin).

## Taxonomie
Rod Griffonia je v taxonomii čeledi bobovité řazen do podčeledi Cercidoideae. V minulosti byl součástí tribu Cercideae v rámci podčeledi Caesalpinioideae. Nejblíže příbuznými skupinami jsou rody Adenolobus (představující sesterskou větev) a Cercis (zmarlika). Tyto 3 rody tvoří monofyletickou skupinu.

## Význam
Druh Griffonia simplicifolia je farmakologicky významná rostlina. Extrakt ze semen je součástí různých komerčních preparátů, sloužících k léčbě onemocnění nervového systému, jako jsou lehké až středně těžké deprese, fibromyalgie, migrény, insomnie, obezita aj.
Světovou poptávku uspokojuje sběr semen z divoce rostoucích rostlin. Rostlina má tradiční a různorodé využití v africké medicíně.